# Milocera arcifera
Milocera arcifera is een vlinder uit de familie van de spanners (Geometridae). De wetenschappelijke naam van deze soort is voor het eerst voorgesteld als Tephrina arcifera door George Francis Hampson in een publicatie uit 1910.
De soort komt voor in Soedan, Tanzania, Angola, Zambia en Malawi.